# 奥蒂盖拉
奥蒂盖拉是巴西巴拉那州的一个市镇。总面积2429.56平方公里，总人口25043人，人口密度10.3人/平方公里。